# Zora Dubljević
Zora Dubljević (en serbio cirílico Зора Дубљевић; nacidа el 7 de agosto de 1938 en Sarajevo, Reino de Yugoslavia) es una de las más importantes cantantes de Bosnia y Herzegovina.

## Biografía
Zora Dubljević nació el 7 de agosto de 1938 en Sarajevo, donde completó la escuela primaria, secundaria y derecho en la Universidad de Sarajevo. Se enamoró de Sevdalinka desde la primera infancia, escuchando el canto de Fátima Poriječanin ("Tuve cinco hijos como cinco hadas de la montaña"), así como las canciones de otros artistas que cantaba.
Ese fue su motivo e incentivo para su propia carrera como cantante. Al principio, cantaba en todas las ocasiones: en pequeñas reuniones de amigos y familiares, en fiestas escolares, como estudiante de secundaria en la Sociedad Cultural "Miljenko Cvitković", y como estudiante de la KUD "Slobodan Princip Seljo".

## Carrera
A través de la membresía en estas asociaciones, continuó su educación de canto y mejoró cada vez más sus habilidades vocales y su repertorio. La asociación "Slobodan Princip Seljo" era un vivero de talentos de los futuros mejores artistas de sevdalinka. Además de ella, cantaron Safet Isović, Jerlagić, Berberović, Himzo Polovina, Zehra Deović y otros.
En 1958, solicitó una audición en Radio Sarajevo y fue aceptada. Sus canciones y su voz en la radio eran reconocibles, y en poco tiempo se convirtió en la favorita del público, una cantante sumamente popular y solicitada durante las décadas de 1960 y 1970.
Su creciente popularidad no pasó desapercibida para los responsables del "Jugoton" de Zagreb, quienes le ofrecieron grabar un disco de música. El primer disco fue creado en colaboración con Ismet Alajbegović "Šerba", quien compuso la música de la canción "Oj miloše bekrijo", y la letra fue escrita por Nikola Škrba.
Este disco se vendió en poco tiempo con una circulación récord de más de 100.000 copias y aseguró el primer disco de oro en Bosnia y Herzegovina. Recopiló cuidadosa y persistentemente canciones populares originales que formaron la base de su repertorio de canto. Este acercamiento a la música, junto con su canto de calidad de sevdalinka tradicional, fueron apreciados en ese momento en las áreas de la ex país Yugoslavia.

## Festivales
- Ilidža 1964 – "Prva ljubav" (nagrađena pjesma)
- Ilidža 1966 – "Oh, da ti je samo znati" / "Imam tebe jedinoga sina"
- Ilidža 1967 – "Stalno sanjam tvoje oči"
- Ilidža 1968 – "Kad opada žuto lišće"
- Ilidža 1969 – "Proklet da je život cijeli"
- Ilidža 1970 – "Veni, moja ljubavi"
- Ilidža 1971 – "Nemoj da se čudiš"
- Beogradski sabor 1971 – "Idi, idi od mene, dragi"
- Ilidža 1972 – "Svi me momci vole"

## Discografía
- Oj, mjeseče bekrijo (álbum EP, 1962)
- Pesme iz Bosne Muzički singl|singl ploča, 1963
- Ne ašikuj, Mujo Zora Dubljević, Ne ašikuj, Mujo album EP, 1964
- Prva ljubav (álbum EP, 1965)
- Šećer Mujo (álbum EP, 1967)
- Sjajna zvijezo, gdje si sinoć sjala (álbum EP, 1967)
- Utješi me sejo mila (album EP, 1968)
- Uvela je ljubav (singl ploča, 1970)
- Veni, moja ljubavi (singl ploča, 1970)
- Idi, idi od mene dragi (singl ploča, 1971)
- Prva ljubav (álbum, 1971)
- S drugom moram da te dijelim (singl ploča, 1972)
- Ti si pjesma srca moga (singl ploča, 1972)
- Moje pismo (singl ploča, 1975)
- Ja krijem da volim (singl ploča, 1978)
- Ti si mi sve (álbum, 1984)
- Folk zvijezda zauvijek (kompilacija, 2014)